# West Blackdene
West Blackdene – wieś w Anglii, w hrabstwie Durham. Leży 41 km na zachód od miasta Durham i 386 km na północ od Londynu.